# Liste der Bodendenkmäler in Möttingen
Auf dieser Seite sind die Bodendenkmäler in der schwäbischen Gemeinde Möttingen zusammengestellt. Diese Tabelle ist eine Teilliste der Liste der Bodendenkmäler in Bayern. Grundlage ist die Bayerische Denkmalliste, die auf Basis des Bayerischen Denkmalschutzgesetzes vom 1. Oktober 1973 erstmals erstellt wurde und seither durch das Bayerische Landesamt für Denkmalpflege geführt wird. Die folgenden Angaben ersetzen nicht die rechtsverbindliche Auskunft der Denkmalschutzbehörde.

## Bodendenkmäler der Gemeinde Möttingen

### Gemarkung Alerheim
| Lage                | Objekt | Akten-Nr.     | Bild |
| ------------------- | --- | ------------- | ---- |
| Alerheim (Standort) | Siedlungen des Neolithikums, der Hallstattzeit, der Latènezeit und der römischen Kaiserzeit sowie Grabhügel vorgeschichtlicher Zeitstellung. | D-7-7129-0328 |      |

### Gemarkung Appetshofen
| Lage                   | Objekt | Akten-Nr.     | Bild |
| ---------------------- | --- | ------------- | ---- |
| Appetshofen (Standort) | Freilandstation des Jungpaläolithikums und des Mesolithikums; Siedlung des Neolithikums, der Urnenfelder-, Hallstatt- und Latènezeit. | D-7-7129-0197 |      |
| Appetshofen (Standort) | Siedlung des Neolithikums, der Urnenfelderzeit, der Spätlatènezeit und der römischen Kaiserzeit; Verschanzung der frühen Neuzeit. | D-7-7129-0198 |      |
| Appetshofen (Standort) | Viereckschanze der jüngeren Latènezeit, Siedlung der römischen Kaiserzeit. | D-7-7129-0199 |      |
| Appetshofen (Standort) | Höhle und Abri mit Funden des Jungpaläolithikums, des Mesolithikums, des Neolithikums, der Hallstattzeit, der Spätlatènezeit, der römischen Kaiserzeit, der Völkerwanderungszeit und des Mittelalters. Siehe auch: Hexenküche im Kaufertsberg | D-7-7129-0200 |      |
| Appetshofen (Standort) | Siedlung der Linearbandkeramik, der Bronzezeit und des frühen Mittelalters. | D-7-7129-0201 |      |
| Appetshofen (Standort) | Freilandstation des Paläolithikums und Mesolithikums; Siedlung der Linearbandkeramik, der Urnenfelder-, Hallstatt- und Latènezeit. | D-7-7129-0202 |      |
| Appetshofen (Standort) | Siedlung vorgeschichtlicher Zeitstellung und Villa rustica der römischen Kaiserzeit. | D-7-7129-0203 |      |
| Appetshofen (Standort) | Siedlung vorgeschichtlicher und römischer Zeitstellung. | D-7-7129-0204 |      |
| Appetshofen (Standort) | Siedlung des Mittel- und Jungneolithikums. | D-7-7129-0207 |      |
| Appetshofen (Standort) | Siedlung der Hallstatt- und Latènezeit. | D-7-7129-0208 |      |
| Appetshofen (Standort) | Siedlung der Vorgeschichte und der römischen Kaiserzeit. | D-7-7129-0209 |      |
| Appetshofen (Standort) | Siedlung der Urnenfelder-, Hallstatt- und Latènezeit; Burgstall des Mittelalters sowie weitere mittelalterliche und frühneuzeitliche Befunde im Bereich von Schloss Lierheim und seiner Vorgängerbauten.                                      | D-7-7129-0212 |      |
| Appetshofen (Standort) | Abgegangenes Schloss der frühen Neuzeit. Siehe auch: Schloss Tiergarten | D-7-7129-0213 |      |
| Appetshofen (Standort) | Freilandstation des Mesolithikums; Siedlung der Urnenfelder-, Hallstatt- und Latènezeit. | D-7-7129-0214 |      |
| Appetshofen (Standort) | Freilandstation des Mesolithikums, Siedlung des Neolithikums und der Latènezeit. | D-7-7129-0217 |      |
| Appetshofen (Standort) | Siedlung des Neolithikums, der Hallstattzeit, der Latènezeit und der römischen Kaiserzeit. | D-7-7129-0329 |      |
| Appetshofen (Standort) | Siedlung des Neolithikums sowie der Bronzezeit, Hallstatt- und Latènezeit. | D-7-7129-0344 |      |
| Appetshofen (Standort) | Siedlung der Hallstattzeit. | D-7-7129-0346 |      |
| Appetshofen (Standort) | Siedlung und Brandgräber der Hallstattzeit. | D-7-7129-0347 |      |
| Appetshofen (Standort) | Siedlung des Neolithikums und der Hallstattzeit. | D-7-7129-0348 |      |
| Appetshofen (Standort) | Siedlung des Neolithikums, der Bronzezeit und der Hallstattzeit. | D-7-7129-0349 |      |
| Appetshofen (Standort) | Siedlung des Neolithikums und der Hallstattzeit. | D-7-7129-0350 |      |
| Appetshofen (Standort) | Siedlung des Neolithikums. | D-7-7129-0351 |      |
| Appetshofen (Standort) | Siedlung des Neolithikums, der Bronzezeit, Urnenfelder-, Hallstatt- und Latènezeit. | D-7-7129-0352 |      |
| Appetshofen (Standort) | Siedlung des Neolithikums sowie der Bronzezeit Urnenfelder-, Hallstatt- und Latènezeit. | D-7-7129-0354 |      |
| Appetshofen (Standort) | Siedlung des Neolithikums und der Latènezeit. | D-7-7129-0355 |      |
| Appetshofen (Standort) | Siedlung des Neolithikums, der Hallstattzeit und der Latènezeit. | D-7-7129-0357 |      |
| Appetshofen (Standort) | Siedlung der Hallstatt- und Latènezeit. | D-7-7129-0360 |      |
| Appetshofen (Standort) | Freilandstation des Mesolithikums, Siedlung des Neolithikums und der Latènezeit. | D-7-7129-0361 |      |
| Appetshofen (Standort) | Siedlung der Hallstattzeit. | D-7-7129-0362 |      |
| Appetshofen (Standort) | Siedlung vorgeschichtlicher Zeitstellung. | D-7-7129-0363 |      |
| Appetshofen (Standort) | Siedlung der Urnenfelderzeit und der Hallstattzeit. | D-7-7129-0624 |      |
| Appetshofen (Standort) | Siedlung der frühen Bronzezeit. | D-7-7129-0625 |      |
| Appetshofen (Standort) | Siedlung der Hallstattzeit. | D-7-7129-0626 |      |
| Appetshofen (Standort) | Siedlung vorgeschichtlicher Zeitstellung. | D-7-7129-0627 |      |
| Appetshofen (Standort) | Mittelalterliche und frühneuzeitliche Befunde im Bereich der Evangelisch-Lutherischen Pfarrkirche St. Jakob in Appetshofen und ihrer Vorgängerbauten.                                                                                         | D-7-7129-0628 |      |
| Appetshofen (Standort) | Gräber vor- und frühgeschichtlicher Zeitstellung. | D-7-7129-0675 |      |
| Appetshofen (Standort) | Gräber der späten Bronzezeit, Siedlung der römischen Kaiserzeit. | D-7-7129-0687 |      |

### Gemarkung Balgheim
| Lage                | Objekt | Akten-Nr.     | Bild |
| ------------------- | --- | ------------- | ---- |
| Balgheim (Standort) | Burgstall des Mittelalters. | D-7-7129-0114 |      |
| Balgheim (Standort) | Siedlung der Linearbandkeramik. | D-7-7129-0115 |      |
| Balgheim (Standort) | Grabhügel vorgeschichtlicher Zeitstellung. | D-7-7129-0116 |      |
| Balgheim (Standort) | Grabhügel vorgeschichtlicher Zeitstellung, Siedlung der Urnenfelderzeit, der Hallstattzeit und Villa rustica der römischen Kaiserzeit.          | D-7-7129-0117 |      |
| Balgheim (Standort) | Siedlung der Urnenfelderzeit. | D-7-7129-0118 |      |
| Balgheim (Standort) | Brandgräber der römischen Kaiserzeit. | D-7-7129-0120 |      |
| Balgheim (Standort) | Siedlung des Neolithikums, der Bronzezeit, der Urnenfelderzeit und der Latènezeit; Grabhügel vorgeschichtlicher Zeitstellung.                   | D-7-7129-0123 |      |
| Balgheim (Standort) | Siedlung des Mittelalters und der frühen Neuzeit.                                                                                               | D-7-7129-0127 |      |
| Balgheim (Standort) | Siedlung der Bronzezeit, der Urnenfelderzeit, der Hallstattzeit, der Latènezeit, der römischen Kaiserzeit und des Mittelalters.                 | D-7-7129-0490 |      |
| Balgheim (Standort) | Mittelalterliche und frühneuzeitliche Befunde im Bereich der abgegangenen Kirche St. Katharina in Balgheim, darunter der aufgelassene Friedhof. | D-7-7129-0605 |      |
| Balgheim (Standort) | Mittelalterliche und frühneuzeitliche Befunde im Bereich der Evangelisch-Lutherischen Pfarrkirche St. Aegidius in Balgheim.                     | D-7-7129-0632 |      |
| Balgheim (Standort) | Siedlung des Neolithikums, der Hallstattzeit und der römischen Kaiserzeit.                                                                      | D-7-7129-0696 |      |
| Balgheim (Standort) | Siedlung des Neolithikums, der Bronzezeit, der Urnenfelderzeit und der römischen Kaiserzeit.                                                    | D-7-7129-0697 |      |
| Balgheim (Standort) | Siedlung des Neolithikums und der vorgeschichtlichen Metallzeiten, darunter der Hallstattzeit.                                                  | D-7-7129-0698 |      |
| Balgheim (Standort) | Siedlung vor- und frühgeschichtlicher Zeitstellung.                                                                                             | D-7-7229-0102 |      |
| Balgheim (Standort) | Siedlung der vorgeschichtlichen Metallzeiten, darunter der Latènezeit.                                                                          | D-7-7229-0512 |      |
| Balgheim (Standort) | Siedlung des Neolithikums und der Hallstattzeit.                                                                                                | D-7-7229-0513 |      |

### Gemarkung Enkingen
| Lage                | Objekt | Akten-Nr.     | Bild |
| ------------------- | --- | ------------- | ---- |
| Enkingen (Standort) | Siedlung des Neolithikums. | D-7-7129-0106 |      |
| Enkingen (Standort) | Siedlung des Neolithikums, der Hallstattzeit und der Frühlatènezeit. | D-7-7129-0107 |      |
| Enkingen (Standort) | Siedlung des Neolithikums, der Bronzezeit, Urnenfelder-, Hallstatt- und Latènezeit; Grabenanlage vor- und frühgeschichtlicher Zeitstellung.                                     | D-7-7129-0108 |      |
| Enkingen (Standort) | Siedlung des Neolithikums, darunter der Linearbandkeramik, der Bronzezeit, der Urnenfelderzeit, der Latènezeit und der römischen Kaiserzeit; Viereckschanze der Spätlatènezeit. | D-7-7129-0109 |      |
| Enkingen (Standort) | Straße der römischen Kaiserzeit. | D-7-7129-0113 |      |
| Enkingen (Standort) | Siedlung vorgeschichtlicher Zeitstellung. | D-7-7129-0133 |      |
| Enkingen (Standort) | Freilandstation des Paläo- und Mesolithikums; Siedlung des Neolithikums und der Latènezeit.                                                                                     | D-7-7129-0338 |      |
| Enkingen (Standort) | Siedlung des Neolithikums und der Latènezeit. | D-7-7129-0339 |      |
| Enkingen (Standort) | Siedlung der Linearbandkeramik und der Hallstattzeit. | D-7-7129-0340 |      |
| Enkingen (Standort) | Siedlung der Rössener Kultur und der Urnenfelderzeit. | D-7-7129-0341 |      |
| Enkingen (Standort) | Siedlung des Neolithikums und der Latènezeit. | D-7-7129-0342 |      |
| Enkingen (Standort) | Siedlung der Hallstattzeit und des frühen Mittelalters. | D-7-7129-0343 |      |
| Enkingen (Standort) | Mittelalterliche und frühneuzeitliche Befunde im Bereich der Evangelisch-Lutherischen Pfarrkirche St. Jodokus in Enkingen.                                                      | D-7-7129-0635 |      |

### Gemarkung Großsorheim
| Lage                   | Objekt                                                                                                 | Akten-Nr.     | Bild |
| ---------------------- | --- | ------------- | ---- |
| Großsorheim (Standort) | Siedlung des Neolithikums und der Latènezeit.                                                          | D-7-7129-0286 |      |
| Großsorheim (Standort) | Siedlung des Neolithikums, der Hallstatt- und Latènezeit sowie Villa rustica der römischen Kaiserzeit. | D-7-7229-0193 |      |

### Gemarkung Kleinsorheim
| Lage                    | Objekt | Akten-Nr.     | Bild |
| ----------------------- | --- | ------------- | ---- |
| Kleinsorheim (Standort) | Siedlung des Neolithikums und der Urnenfelderzeit. | D-7-7129-0296 |      |
| Kleinsorheim (Standort) | Siedlung der Hallstattzeit. | D-7-7129-0297 |      |
| Kleinsorheim (Standort) | Siedlung des Neolithikums, der Urnenfelderzeit und der Hallstattzeit, Brandgräber der römischen Kaiserzeit.                                              | D-7-7129-0298 |      |
| Kleinsorheim (Standort) | Siedlung des Neolithikums. | D-7-7129-0300 |      |
| Kleinsorheim (Standort) | Siedlung des Neolithikums. | D-7-7129-0301 |      |
| Kleinsorheim (Standort) | Siedlung der Hallstattzeit sowie Siedlung und Gräber der Latènezeit.                                                                                     | D-7-7129-0302 |      |
| Kleinsorheim (Standort) | Siedlung vorgeschichtlicher Zeitstellung. | D-7-7129-0637 |      |
| Kleinsorheim (Standort) | Siedlung vorgeschichtlicher Zeitstellung. | D-7-7129-0638 |      |
| Kleinsorheim (Standort) | Straße der römischen Kaiserzeit. | D-7-7129-0693 |      |
| Kleinsorheim (Standort) | Siedlung der Linearbandkeramik und der Latènezeit. | D-7-7229-0180 |      |
| Kleinsorheim (Standort) | Siedlung der Hallstattzeit. | D-7-7229-0181 |      |
| Kleinsorheim (Standort) | Siedlung der Latènezeit. | D-7-7229-0184 |      |
| Kleinsorheim (Standort) | Siedlung des Neolithikums, der Urnenfelderzeit und der Latènezeit.                                                                                       | D-7-7229-0188 |      |
| Kleinsorheim (Standort) | Siedlung der Hallstattzeit. | D-7-7229-0189 |      |
| Kleinsorheim (Standort) | Siedlung der Linearbandkeramik. | D-7-7229-0190 |      |
| Kleinsorheim (Standort) | Siedlung der Linearbandkeramik. | D-7-7229-0191 |      |
| Kleinsorheim (Standort) | Siedlung vorgeschichtlicher Zeitstellung. | D-7-7229-0192 |      |
| Kleinsorheim (Standort) | Siedlung des Neolithikums, der Bronzezeit, Urnenfelder-, Hallstatt- und Latènezeit; Körpergräber des frühen Mittelalters.                                | D-7-7229-0196 |      |
| Kleinsorheim (Standort) | Siedlung des Neolithikums, der Hallstattzeit und der Latènezeit.                                                                                         | D-7-7229-0198 |      |
| Kleinsorheim (Standort) | Siedlung der Urnenfelderzeit und der Latènezeit. | D-7-7229-0200 |      |
| Kleinsorheim (Standort) | Siedlung der Bronzezeit und der Latènezeit. | D-7-7229-0201 |      |
| Kleinsorheim (Standort) | Siedlung des Neolithikums, der Latènezeit und der römischen Kaiserzeit.                                                                                  | D-7-7229-0202 |      |
| Kleinsorheim (Standort) | Siedlung der Linearbandkeramik, der Bronzezeit und der Latènezeit.                                                                                       | D-7-7229-0204 |      |
| Kleinsorheim (Standort) | Siedlung der Linearbandkeramik und der Latènezeit. | D-7-7229-0206 |      |
| Kleinsorheim (Standort) | Siedlung der Urnenfelderzeit und der Latènezeit. | D-7-7229-0207 |      |
| Kleinsorheim (Standort) | Siedlung der Hallstattzeit und der Latènezeit. | D-7-7229-0208 |      |
| Kleinsorheim (Standort) | Siedlung der Urnenfelderzeit, der Latènezeit und des frühen Mittelalters sowie Gräber vor- und frühgeschichtlicher Zeitstellung.                         | D-7-7229-0209 |      |
| Kleinsorheim (Standort) | Siedlung der Latènezeit. | D-7-7229-0210 |      |
| Kleinsorheim (Standort) | Siedlung des Neolithikums, der Bronzezeit und der Latènezeit.                                                                                            | D-7-7229-0211 |      |
| Kleinsorheim (Standort) | Freilandstation des Paläolithikums, Siedlung der Bronzezeit und der Latènezeit, Grabhügel der Hallstattzeit.                                             | D-7-7229-0212 |      |
| Kleinsorheim (Standort) | Siedlung des Neolithikums, der Hallstattzeit und der Frühlatènezeit.                                                                                     | D-7-7229-0216 |      |
| Kleinsorheim (Standort) | Burgstall des Mittelalters. | D-7-7229-0219 |      |
| Kleinsorheim (Standort) | Grabhügel vorgeschichtlicher Zeitstellung. | D-7-7229-0223 |      |
| Kleinsorheim (Standort) | Grabhügel vorgeschichtlicher Zeitstellung. | D-7-7229-0227 |      |
| Kleinsorheim (Standort) | Metallverarbeitungsplatz der Latènezeit. | D-7-7229-0352 |      |
| Kleinsorheim (Standort) | Siedlung der Hallstattzeit. | D-7-7229-0498 |      |
| Kleinsorheim (Standort) | Siedlung vorgeschichtlicher Zeitstellung. | D-7-7229-0499 |      |
| Kleinsorheim (Standort) | Siedlung vorgeschichtlicher Zeitstellung. | D-7-7229-0500 |      |
| Kleinsorheim (Standort) | Siedlung vorgeschichtlicher Zeitstellung. | D-7-7229-0501 |      |
| Kleinsorheim (Standort) | Siedlung der Urnenfelderzeit. | D-7-7229-0502 |      |
| Kleinsorheim (Standort) | Siedlung der Bronzezeit. | D-7-7229-0504 |      |
| Kleinsorheim (Standort) | Mittelalterliche und frühneuzeitliche Befunde im Bereich der Evangelisch-Lutherischen Pfarrkirche St. Andreas in Kleinsorheim und ihrer Vorgängerbauten. | D-7-7229-0505 |      |

### Gemarkung Möttingen
| Lage                 | Objekt | Akten-Nr.     | Bild |
| -------------------- | --- | ------------- | ---- |
| Möttingen (Standort) | Siedlung der Michelsberger Kultur und der römischen Kaiserzeit. | D-7-7129-0304 |      |
| Möttingen (Standort) | Siedlung der Latènezeit. | D-7-7129-0305 |      |
| Möttingen (Standort) | Siedlung des Neolithikums und der Latènezeit. | D-7-7129-0306 |      |
| Möttingen (Standort) | Siedlung der Urnenfelderzeit. | D-7-7129-0307 |      |
| Möttingen (Standort) | Freilandstation des Paläolithikums und Mesolithikums, Siedlung der Linearbandkeramik. | D-7-7129-0308 |      |
| Möttingen (Standort) | Siedlung des Jungneolithikums, der Urnenfelderzeit und der Latènezeit. | D-7-7129-0309 |      |
| Möttingen (Standort) | Siedlung des Neolithikums. | D-7-7129-0310 |      |
| Möttingen (Standort) | Siedlung der Hallstatt- und Latènezeit. | D-7-7129-0311 |      |
| Möttingen (Standort) | Siedlung des Neolithikums, der Bronzezeit, der Hallstattzeit, der Latènezeit und der römischen Kaiserzeit.                                                                                                  | D-7-7129-0312 |      |
| Möttingen (Standort) | Siedlung der Urnenfelderzeit und der Hallstattzeit, Brandgräber der Hallstattzeit. | D-7-7129-0313 |      |
| Möttingen (Standort) | Siedlung der Linearbandkeramik, der Urnenfelderzeit und der Hallstattzeit. | D-7-7129-0315 |      |
| Möttingen (Standort) | Siedlung des Neolithikums und der Urnenfelderzeit. | D-7-7129-0316 |      |
| Möttingen (Standort) | Siedlung der Urnenfelderzeit. | D-7-7129-0317 |      |
| Möttingen (Standort) | Siedlung des Neolithikums, der Urnenfelder-, Hallstatt- und Latènezeit. | D-7-7129-0318 |      |
| Möttingen (Standort) | Siedlung der Hallstatt- und Latènezeit. | D-7-7129-0319 |      |
| Möttingen (Standort) | Grabhügel der Hallstattzeit. | D-7-7129-0320 |      |
| Möttingen (Standort) | Siedlung der Latènezeit. | D-7-7129-0321 |      |
| Möttingen (Standort) | Straße der römischen Kaiserzeit. | D-7-7129-0323 |      |
| Möttingen (Standort) | Siedlung des Neolithikums, der Urnenfelderzeit, der Hallstattzeit, der römischen Kaiserzeit und der Völkerwanderungszeit sowie Körpergräber der Schnurkeramik, der frühen Bronzezeit und der Hallstattzeit. | D-7-7129-0493 |      |
| Möttingen (Standort) | Siedlung der Latènezeit. | D-7-7129-0639 |      |
| Möttingen (Standort) | Siedlung des Neolithikums. | D-7-7129-0640 |      |
| Möttingen (Standort) | Mittelalterliche und frühneuzeitliche Befunde im Bereich der Evangelisch-Lutherischen Pfarrkirche St. Georg in Möttingen und ihrer Vorgängerbauten.                                                         | D-7-7129-0641 |      |
| Möttingen (Standort) | Siedlung des Neolithikums, der Urnenfelderzeit, der Hallstattzeit und der Latènezeit sowie Grabenwerk vorgeschichtlicher Zeitstellung.                                                                      | D-7-7229-0134 |      |

### Gemarkung Schmähingen
| Lage                   | Objekt                                                                   | Akten-Nr.     | Bild |
| ---------------------- | ------------------------------------------------------------------------ | ------------- | ---- |
| Schmähingen (Standort) | Siedlung der Linearbandkeramik sowie der Bronzezeit und Urnenfelderzeit. | D-7-7129-0036 |      |

### Gemarkung Schrattenhofen
| Lage                      | Objekt                                                                             | Akten-Nr.     | Bild |
| ------------------------- | ---------------------------------------------------------------------------------- | ------------- | ---- |
| Schrattenhofen (Standort) | Siedlung der Latènezeit.                                                           | D-7-7129-0233 |      |
| Schrattenhofen (Standort) | Siedlung des Neolithikums, der Bronzezeit, der Urnenfelderzeit und der Latènezeit. | D-7-7129-0236 |      |

### Gemarkung Ziswingen
| Lage                 | Objekt                                      | Akten-Nr.     | Bild |
| -------------------- | ------------------------------------------- | ------------- | ---- |
| Ziswingen (Standort) | Siedlung der Bronzezeit und der Latènezeit. | D-7-7229-0155 |      |
| Ziswingen (Standort) | Grabhügel vorgeschichtlicher Zeitstellung.  | D-7-7229-0177 |      |